# Na druhý pohled
Na druhý pohled je český televizní film režiséra Petra Nikolaeva z roku 2014. Vypráví příběh Karla Langa, který se setkává se svým bratrem Emilem čerstvě propuštěným z vězení. Kolem Emilova trestného činu z roku 1985 není vše vysvětlené.

## Obsazení
| Tomáš Dastlík           | Emil Lang                |
| Vanda Hybnerová         | Jana Langová             |
| David Matásek           | Karel Lang               |
| Igor Bareš              | Patrik Dostál            |
| Josefína Rašilovová     | Lucka Langová            |
| Jan Fanta               | Marek Lang               |
| Lukáš Jurek             | Láďa Musil               |
| Simona Prasková         | Věra Dostálová           |
| Marek Dobeš             | Milan                    |
| Maria Pavlovová         | Renáta                   |
| Karel Zima              | stavbyvedoucí Pavel      |
| Dominika Astrová        | barmanka v klubu Sajrajt |
| Petr Ladin              | barman v klubu Sajrajt   |
| Jindřich Bonaventura    | důchodce                 |
| Viktorie Hásková        | potetovaná dívka         |
| Dana Pešková-Milfajtová | matka Jitky              |
| Karel Pěnkava           | příslušník VB            |
| Jiří Ployhar            | doktor                   |